# Харкевич Едвард

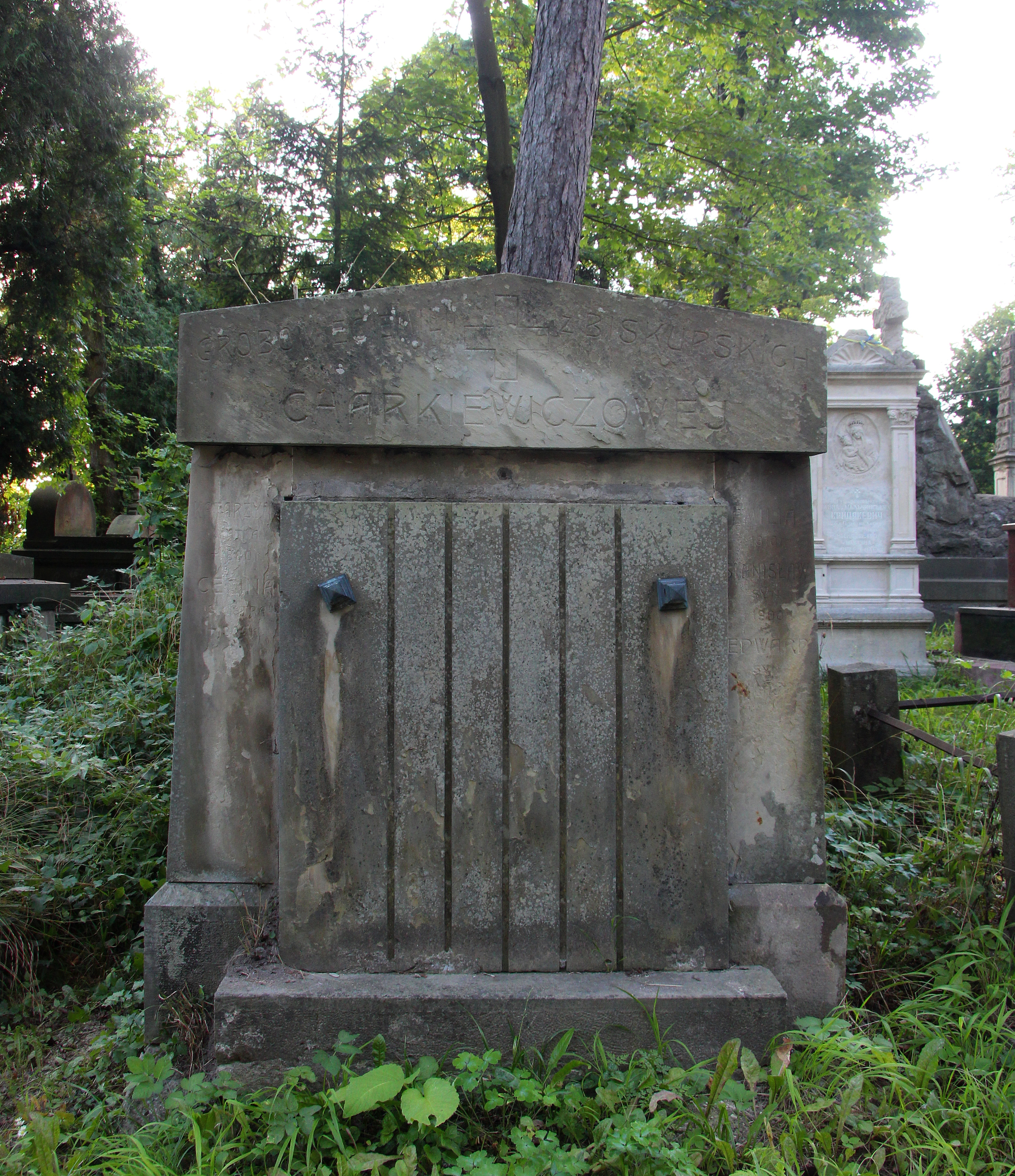

Едвард Харкевич (23 лютого 1855, Станиславів — 24 вересня 1913, Львів) — український галицький педагог. Заслужений директор Львівської академічної гімназії (1892—1911) і засновник її філії. Голова Українського Педагогічного Товариства (1896—1902); домігся заснування першої приватної української виділової школи для дівчат ім. Тараса Шевченка у Львові (1898).; дбав про допомогу бідній молоді.
Нагороджений лицарським хрестом ордена Франца Йосифа (1898) і орденом Залізної Корони ІІІ ступеня (1910).
Похований у родинному гробівці на полі № 72 Личаківського цвинтаря.